# Hygrochroma subusta
Hygrochroma subusta là một loài bướm đêm trong họ Geometridae.